# Nicolas Sale
 (mai 2025).
Nicolas Sale, né le 29 juillet 1972 à Paris[source secondaire souhaitée], est un chef cuisinier français.
Il était le chef des deux restaurants gastronomiques de l'hôtel Ritz Paris : la Table de l'Espadon (deux étoiles Michelin) et  les Jardins de l'Espadon (une étoile Michelin).
Il a été désigné «chef de l'année» en 2017,.

## Biographie

### Formation et débuts
Nicolas Sale naît rue des Martyrs, dans le 9e arrondissement, en bas de la butte Montmartre. Il grandit à Aubervilliers et à Pantin. Il passe ses vacances dans la ferme de ses grands-parents, près de Molières[source insuffisante]et Château-Gontier (Mayenne) et y développe un intérêt pour la cuisine. Il se rêve coureur cycliste mais, après le collège, s'oriente par défaut vers un CAP cuisine au lycée hôtelier Eugénie-Cotton de Montreuil[source insuffisante], au cours duquel il effectue son apprentissage avec Freddy Faverot et Pascal de Pericot, à l'Écurie, à Villemomble. Il poursuit ensuite sa formation en CFA Médéric à l'école hôtelière de Paris (lycée Jean-Drouant), en travaillant en alternance avec Jean-Claude Meunier à Comme chez soi[source secondaire souhaitée].
Il débute comme commis aux entremets au Vaudeville, une brasserie parisienne puis devient commis au Pavillon Royal avec David Frémondière, où il découvre la cuisine gastronomique. Il y reste deux ans puis à 22 ans devient commis aux entrées et desserts dans son premier étoilé, les Magnolias au Perreux-sur-Marne. Il entre ensuite comme commis au garde-manger chez José Martinez à la Maison Blanche. Au bout de six mois, il devient chef de partie aux poissons mais refuse de devenir second de cuisine quand le chef le lui propose, ne se sentant pas prêt. Il part ensuite chez Alain Senderens et Bertrand Guéneron au Lucas Carlton (trois étoiles Michelin), où au bout d'un an il devient chef saucier. Il poursuit comme chef extérieur chez Jean-Pierre Biffi à Potel & Chabot puis travaille comme chef de partie pour Pierre Gagnaire[source secondaire souhaitée]. 

### Carrière dans les palaces
Nicolas Sale travaille ensuite comme chef événementiel auprès de Philippe Legendre au George V, puis devient second de Marc Marchand au Meurice, où il reste deux ans. En 2003, il devient pour la première fois chef au Hyatt Paris-Madeleine, boutique hôtel ayant un petit volume en hôtellerie. En 2006, il part au Monte Cristo à l'hôtel du Castellet et y obtient une étoile Michelin en 2007, à trente-quatre ans. En 2010, il part au Cap-d'Antibes à la Maison du Pêcheur du Beach Hôtel, puis la même année à Courchevel, où il conserve l'étoile au Kilimandjaro avant d'y décrocher une seconde étoile en 2013, avec Glenn Viel. La même année, Nicolas Sale devient également le Chef Exécutif du K2 Palace ou il décroche une étoile pour le restaurant Le Kintessence, (La table gastronomique du Palace qui lui est confiée par les propriétaires du Kilimandjaro Philippe et Suzanne Capezzone[source secondaire souhaitée]). Il obtient par la suite une seconde étoile au Kintessence[source secondaire souhaitée] et se voit ainsi crédité de 2 + 2 étoiles Michelin au Kilimandjaro et K2 Palace.
En 2015, Nicolas Sale retourne à Paris pour rejoindre les cuisines du Ritz Paris, tenues jusqu'à leur fermeture en 2012 par Michel Roth. Il devient le dixième chef du Ritz, dont le premier cuisinier avait été Auguste Escoffier. La Table de l'Espadon et les jardins de l'Espadon rouvrent en juin 2016. En janvier 2017, Nicolas Sale obtient deux étoiles Michelin pour La Table de l'Espadon et une étoile pour les Jardins de l'Espadon[source secondaire souhaitée].
En 2017, il est élu «chef de l'année» par les professionnels de la restauration, élection organisée par  le magazine Le Chef.
En novembre 2018, Nicolas Sale accueille le tournage d'une épreuve des quarts de finale de la saison 10 de Top Chef au Ritz, où il donne la victoire à Samuel Albert, futur gagnant du concours.
En novembre 2019, il participe comme juré à une épreuve de la saison 11 de Top Chef, tournée au Casino de Paris[source secondaire souhaitée].